# Nina Graf (Radsportlerin)
Nina Graf (* 30. Juli 1998 als Nina Benz) ist eine deutsche Cross-Country-Mountainbikerin.

## Sportlicher Werdegang
Unter ihrem Geburtsnamen war Nina Benz 2016 Dritte im Junioren-Rennen der Deutschen Meisterschaften; 2017 gewann sie in Weißenfels zum ersten Mal ein Rennen des UCI-Kalenders. Neben dem Sport machte sie zunächst eine Ausbildung zur Bankkauffrau. 2019 wurde sie in der U23 deutsche Vizemeisterin und kam unter die besten Zehn bei den Mountainbike-Europameisterschaften. Auch im U23-Weltcup platzierte sie sich 2019 mehrfach unter den ersten Zehn. Ende 2019 zog Benz für ein VWL-Studium nach Freiburg und fuhr ab dort für das Schweizer Team jb Brunox Felt. 2020 war sie deutsche U23-Meisterin und kam auf den vierten Platz im Etappenrennen Swiss Epic.
Ab 2021 fuhr Benz altersbedingt in der Elite-Kategorie und wurde dort Dritte der deutschen Meisterschaften. Mit der Staffel gewann sie Bronzemedaillen bei Welt- und Europameisterschaften. Ab 2022 fuhr sie für das Lexware Mountainbike-Team, brach sich aber im Juli beim Weltcup in Andorra das Sprunggelenk und fiel einige Zeit aus. Seit November 2022 ist sie Mitglied der Sportfördergruppe der Bundeswehr.
2023 gewann Benz die Gesamtwertung der Internationalen Mountainbike-Bundesliga. 2024 hatte sie ihren bislang größten internationalen Erfolg mit der Bronzemedaille bei den Europameisterschaften in Cheile Grădiștei. Außerdem gewann sie die Bundesliga-Rennen in Heubach und Gedern und kam im Weltcup von Nové Město erstmals unter die besten Zehn der Elite. Vom Bund Deutscher Radfahrer wurde sie für das olympische Mountainbike-Rennen 2024 nominiert, wo sie auf den 16. Platz kam.

## Privatleben
Im August 2024 heiratete Nina Benz den Mountainbiker Silas Graf und nahm dessen Nachnamen an.

## Erfolge
2020
 Deutsche Meisterin (U23) – Cross-Country XCO
2021
 Weltmeisterschaften – Staffel XCR
 Europameisterschaften – Staffel XCR
2024
 Europameisterschaften – Cross-Country XCO